# 西峽爪龍屬
西峽爪龍屬（屬名：Xixianykus）是獸腳亞目阿瓦拉慈龍科恐龍的一屬，生存於白堊紀晚期的中國。化石發現於河南省西峽縣，地質年代相當於桑托階到康尼亞克階，是生存年代最早的進階型阿瓦拉慈龍類；其他進階型阿瓦拉慈龍類生存於坎潘階或馬斯垂克階。
西峽爪龍的身長約50公分，後肢則有20公分長，股骨短、脛骨與蹠骨長，這種後肢比例顯示牠們是善於奔跑的動物。

## 外部連結
- Agile 'roadrunner' dinosaur fossil discovered in China （页面存档备份，存于）